# Selección femenina de fútbol sub-20 de Costa Rica
La selección femenina de fútbol sub-20 de Costa Rica representa a Costa Rica en las competiciones internacionales de fútbol femenino en la categoría. Su organización está a cargo de la Federación Costarricense de Fútbol perteneciente a la CONCACAF. En su historia ha asistido a 4 mundiales asistiendo en las ediciones del 2010, 2014, 2022 y 2024 y en el Campeonato Sub-20 Femenino de la Concacaf ha asistido 7 veces y ha sido 4 veces tercer lugar 2002, 2004, 2010 y 2014.

## Estadísticas

### Copa Mundial Femenina Sub-20
| Edición | Resultado      | Posición     | PJ           | PG           | PE           | PP           | GF           | GC           |             |
| ------- | -------------- | ------------ | ------------ | ------------ | ------------ | ------------ | ------------ | ------------ | ----------- |
| 2002    | No clasificó   | No clasificó | No clasificó | No clasificó | No clasificó | No clasificó | No clasificó | No clasificó |             |
| 2004    | No clasificó   | No clasificó | No clasificó | No clasificó | No clasificó | No clasificó | No clasificó | No clasificó |             |
| 2006    | No clasificó   | No clasificó | No clasificó | No clasificó | No clasificó | No clasificó | No clasificó | No clasificó |             |
| 2008    | No clasificó   | No clasificó | No clasificó | No clasificó | No clasificó | No clasificó | No clasificó | No clasificó |             |
| 2010    | Fase de grupos | 15.°         | 3            | 0            | 0            | 3            | 2            | 9            |             |
| 2012    | No clasificó   | No clasificó | No clasificó | No clasificó | No clasificó | No clasificó | No clasificó | No clasificó |             |
| 2014    | Fase de grupos | 16.°         | 3            | 0            | 0            | 3            | 2            | 10           |             |
| 2016    | No clasificó   | No clasificó | No clasificó | No clasificó | No clasificó | No clasificó | No clasificó | No clasificó |             |
| 2018    | No clasificó   | No clasificó | No clasificó | No clasificó | No clasificó | No clasificó | No clasificó | No clasificó |             |
| 2022    | Fase de grupos | 16.°         | 3            | 0            | 0            | 3            | 1            | 13           |             |
| 2024    | Fase de grupos | 23.°         | 3            | 0            | 0            | 3            | 0            | 12           |             |
| 2026    | Por definir    | Por definir  | Por definir  | Por definir  | Por definir  | Por definir  | Por definir  | Por definir  | Por definir |
| Total   | 4/11           | 39.°         | 12           | 0            | 0            | 12           | 5            | 44           |             |

### Campeonato Femenino Sub-20 de la Concacaf
| Edición | Resultado      | Posición     | PJ           | PG           | PE           | PP           | GF           | GC           |
| ------- | -------------- | ------------ | ------------ | ------------ | ------------ | ------------ | ------------ | ------------ |
| 2002    | Fase de grupos | 3.°          | 3            | 2            | 0            | 1            | 9            | 15           |
| 2004    | Tercer lugar   | 3.°          | 5            | 3            | 1            | 1            | 18           | 8            |
| 2006    | No clasificó   | No clasificó | No clasificó | No clasificó | No clasificó | No clasificó | No clasificó |              |
| 2008    | Cuarto lugar   | 4.°          | 5            | 2            | 1            | 2            | 8            | 13           |
| 2010    | Tercer lugar   | 3º           | 5            | 3            | 0            | 2            | 8            | 4            |
| 2012    | No clasificó   | No clasificó | No clasificó | No clasificó | No clasificó | No clasificó | No clasificó | No clasificó |
| 2014    | Tercer lugar   | 3.°          | 5            | 2            | 1            | 2            | 14           | 14           |
| 2015    | No clasificó   | No clasificó | No clasificó | No clasificó | No clasificó | No clasificó | No clasificó | No clasificó |
| 2018    | Fase de grupos | 5.°          | 3            | 1            | 0            | 2            | 5            | 7            |
| 2020    | No participó   | No participó | No participó | No participó | No participó | No participó | No participó | No participó |
| 2022    | No participó   | No participó | No participó | No participó | No participó | No participó | No participó | No participó |
| 2023    | Cuarto lugar   | 4.°          | 5            | 2            | 0            | 3            | 14           | 14           |
| 2025    | Semifinalista  | 4.°          | 4            | 1            | 1            | 2            | 9            | 8            |
| Total   | 8/11           | -            | 35           | 16           | 4            | 15           | 85           | 83           |

## Resultados

### Últimos y próximos encuentros
| Fecha      | Ciudad           | Local           | Resultado | Visitante       | Competición                        |
| ---------- | ---------------- | --------------- | --------- | --------------- | ---------------------------------- |
| 18-02-2022 | Valparaíso       | Chile           | 2:0       | Costa Rica      | Partido amistoso                   |
| 03-03-2022 | San José         | Costa Rica      | 2:3       | Colombia        | Partido amistoso                   |
| 06-03-2022 | Alajuela         | Costa Rica      | 0:2       | Colombia        | Partido amistoso                   |
| 09-04-2022 | Toluca           | México          | 3:0       | Costa Rica      | Partido amistoso                   |
| 11-04-2022 | Toluca           | México          | 1:2       | Costa Rica      | Partido amistoso                   |
| 15-05-2022 | San Diego        | Estados Unidos  | 3:0       | Costa Rica      | Partido amistoso                   |
| 18-05-2022 | Lakeside         | Estados Unidos  | 5:0       | Costa Rica      | Partido amistoso                   |
| 02-08-2022 | Liberia          | Costa Rica      | 1:1       | Nueva Zelanda   | Partido amistoso                   |
| 10-08-2022 | San José         | Costa Rica      | 1:3       | Australia       | Copa Mundial Femenil Sub-20 2022   |
| 13-08-2022 | San José         | Costa Rica      | 0:5       | España          | Copa Mundial Femenil Sub-20 2022   |
| 16-08-2022 | San José         | Brasil          | 5:0       | Costa Rica      | Copa Mundial Femenil Sub-20 2022   |
| 05-03-2023 | Tegucigalpa      | Costa Rica      | 0:2       | El Salvador     | Torneo Uncaf Femenil Sub-20 2023   |
| 07-03-2023 | Tegucigalpa      | Costa Rica      | 2:0       | Rep. Dominicana | Torneo Uncaf Femenil Sub-20 2023   |
| 09-03-2023 | Tegucigalpa      | Costa Rica      | 2:0       | Nicaragua       | Torneo Uncaf Femenil Sub-20 2023   |
| 11-03-2023 | Tegucigalpa      | Costa Rica      | 5:1       | Honduras        | Torneo Uncaf Femenil Sub-20 2023   |
| 15-04-2023 | Managua          | Costa Rica      | 13:0      | Belice          | Campeonato Femenil Sub-20 2023 (Q) |
| 17-04-2023 | Managua          | Costa Rica      | 9:0       | Santa Lucía     | Campeonato Femenil Sub-20 2023 (Q) |
| 21-04-2023 | Managua          | Nicaragua       | 1:2       | Costa Rica      | Campeonato Femenil Sub-20 2023 (Q) |
| 23-04-2023 | Managua          | Costa Rica      | 2:1       | Guatemala       | Campeonato Femenil Sub-20 2023 (Q) |
| 25-05-2023 | San Cristóbal    | Costa Rica      | 7:3       | Puerto Rico     | Campeonato Concacaf Sub-20 2023    |
| 27-05-2023 | San Cristóbal    | Rep. Dominicana | 1:3       | Costa Rica      | Campeonato Femenil Sub-20 2023     |
| 29-05-2023 | San Cristóbal    | Costa Rica      | 0:3       | México          | Campeonato Concacaf Sub-20 2023    |
| 02-06-2023 | Santo Domingo    | Costa Rica      | 1:2       | Estados Unidos  | Campeonato Concacaf Sub-20 2023    |
| 04-06-2023 | Santo Domingo    | Costa Rica      | 3:5       | Canadá          | Campeonato Concacaf Sub-20 2023    |
| 01-12-2023 | Heredia          | Costa Rica      | 1:1       | El Salvador     | Partido amistoso                   |
| 06-04-2024 | Ciudad de México | México          | 3:0       | Costa Rica      | Partido amistoso                   |
| 09-04-2024 | Ciudad de México | México          | 10:1      | Costa Rica      | Partido amistoso                   |
| 22-08-2024 | Alajuela         | Costa Rica      | 2:0       | Marruecos       | Partido amistoso                   |
| 25-08-2024 | San José         | Costa Rica      | 2:0       | Fiyi            | Partido amistoso                   |
| 02-09-2024 | Cali             | Costa Rica      | 0:2       | Países Bajos    | Copa Mundial Femenil Sub-20 2024   |
| 05-09-2024 | Cali             | Corea del Norte | 9:0       | Costa Rica      | Copa Mundial Femenil Sub-20 2024   |
| 08-09-2024 | Bogotá           | Argentina       | 1:0       | Costa Rica      | Copa Mundial Femenil Sub-20 2024   |